# Août 1778

## Événements
- 3 août : inauguration de La Scala, à Milan.
- 21 août - 19 octobre : siège et prise de Pondichéry par les Britanniques.
- 26 août : première ascension du Triglav en Slovénie.
- 29 août : bataille de Rhode Island. L'armée continentale tente, sans succès, de reprendre l'Île Aquidneck aux Britanniques.

## Naissances
- 1er août : John Collins Warren (mort en 1856), chirurgien américain.

## Décès
- 3 août : William Anderson
- 4 août : Pierre de Rigaud de Vaudreuil
- 5 août : François-Michel Durand de Distroff et Thomas Linley le jeune
- 8 août : Julie Bondeli
- 11 août : Augustus Toplady
- 17 août : Charles Marie Raymond d'Arenberg
- 24 août : Johannes Ringk